# Eduardo Kohn
Pour les articles homonymes, voir Kohn.
Eduardo Kohn, né le 14 mars 1968, est un professeur agrégé d'anthropologie à l'université McGill. Lauréat du prix Gregory Bateson 2014, il est surtout connu pour le livre Comment pensent les forêts.

## Comment pensent les forêts
Son livre de 2013, Comment pensent les forêts, a été décrit par la professeure d'anthropologie de Cambridge, Marilyn Strathern, comme « un élan de pensée au sens le plus créatif » et « [un] suprême artefact de l'habileté humaine en matière de pensée symbolique. » Ce travail s'appuie sur quatre ans de travail ethnographique sur le terrain avec les Runa de Haute-Amazonie ; il remet en question des hypothèses parmi les plus fondamentales de la pensée anthropologique. En utilisant la théorie sémiotique de Charles Sanders Peirce, Kohn propose que toutes les formes de vie, pas seulement les êtres humains, participent à des processus de signification et qu'elles puissent donc être considérées, d'un certain point de vue, comme capables de penser et d'apprendre.
En affirmant que la conscience individuelle du soi n'appartient pas uniquement à l'humain, Kohn propose que toute entité qui communique au moyen de signes puisse être considérée comme un « soi », ce qui donne lieu à une « écologie du soi » complexe, à la fois humaine et non humaine. Les travaux de Kohn s’appuient sur un corpus important de textes écrits par des auteurs tels que Bruno Latour, Donna Haraway et Eduardo Viveiros de Castro, qui s’efforcent d’emporter les sciences sociales au-delà des relations strictement humaines.
En 2014, HAU a inclus une section entière basée sur un symposium relatif au livre Comment pensent les forêts, y compris les contributions de Bruno Latour et Philippe Descola.

### Critiques
On a reproché à Comment pensent les forêts d'utiliser une définition très faible de la « pensée » : "avec une telle définition, on peut dire de beaucoup de choses qu'elles pensent. Cependant, la découverte n'a rien de révolutionnaire ; il ne s'agit que d'un décalage sémantique, qui donne l'illusion de la nouveauté ". Il a également été avancé que la faiblesse de cette définition de la pensée ne permet pas de rendre compte des phénomènes d'anthropomorphisme et d'animisme amazonien discutés par Philippe Descola et d'autres.  

## Publications
- 2015 : « Anthropology of ontologies ». Annual Review of Anthropology, 44, 311-327
- 2014 : Further Thoughts on Sylvan Thinking (Réflexions sur la pensée sylvaine)[8]
- 2014 : Toward an ethical practice in the Anthropocene
- 2014 : « What an ontological anthropology might mean ». Fieldsight—Theorizing the Contemporary, Cultural Anthropology Online, 13
- 2013 : Comment pensent les forêts : vers une anthropologie au-delà de l'humain[2], traduit de l’anglais (États-Unis) par Grégory Delaplace, préface de Philippe Descola ; éditions Zones sensibles (2017), présentation
- 2009 : « A conversation with Philippe Descola ». Tipití: Journal of the Society for the Anthropology of Lowland South America, 7(2), 1
- 2007 : « How dogs dream: Amazonian natures and the politics of transspecies engagement » (« Comment les chiens rêvent : la nature amazonienne et la politique de l'engagement trans-espèce »), American ethnologist, 34(1), 3-24
- 2005 : « Runa realism: Upper Amazonian attitudes to nature knowing ». Ethnos, 70(2), 171-196 (résumé)
- 2002 : « Infidels, virgins, and the black-robed priest: a backwoods history of Ecuador's Montaña region ». Ethnohistory, 49(3), 545-582
- 1992 : La cultura médica de los Runas de la region Amazonica Ecuatoriana (Vol. 21). Ediciones Abya-Yala

### En collaboration
- 2015 : Stevenson L. & Kohn, E., Leviathan: An ethnographic dream. Visual Anthropology Review, 31(1), 49-53 (résumé)
- 2007 : Fausto, C., Århem, K., Karadimas, D., Kohn, E., Lagrou, E., Langdon, E. J. & Fausto, C. « Feasting on people: eating animals and humans in Amazonia ». Current Anthropology, 48(4), 497-530